# Mengersen (Adelsgeschlecht)

Wappen derer von Mengersen

Mengersen (früher auch Mengersheim) ist der Name eines der ältesten Rittergeschlechter des Hochstifts Paderborn. Stammsitz der Familie ist Rheder bei Brakel. Grablege ist in der Pfarrkirche St. Katharina (Rheder).

## Geschichte

### Ursprung

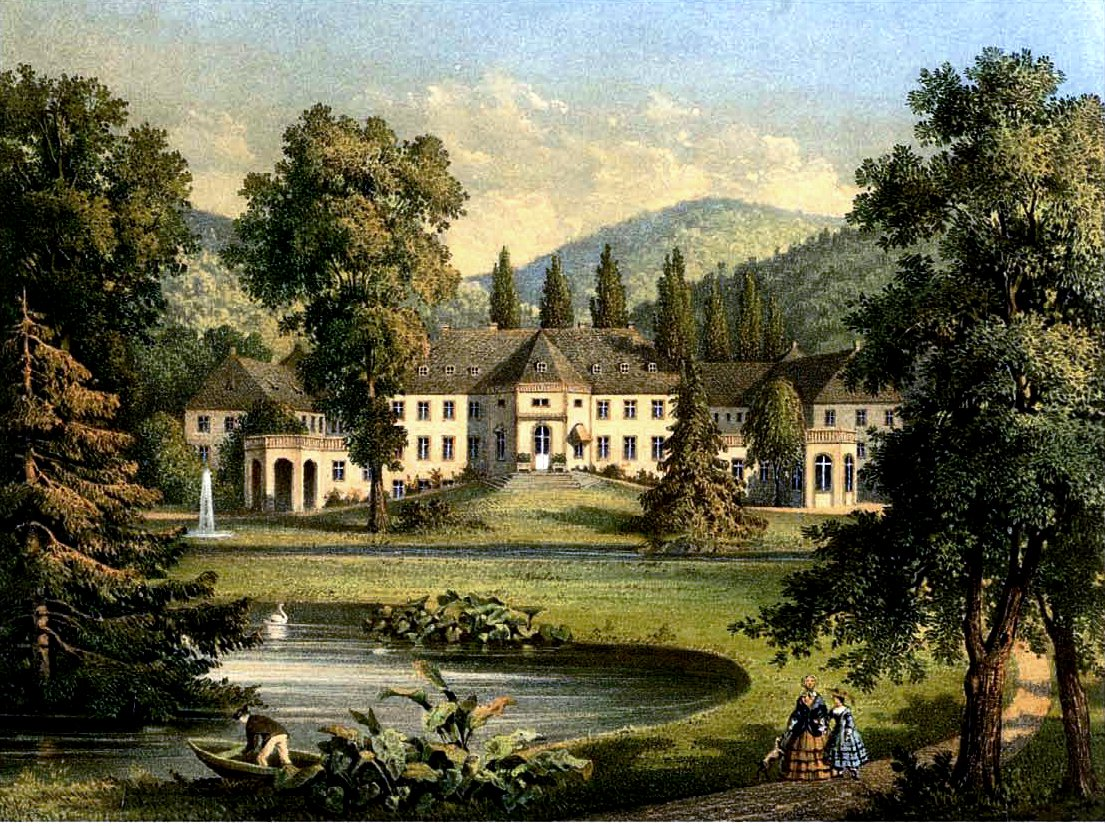
Schloss Rheder um 1860, Sammlung Alexander Duncker

Das ursprüngliche (nicht mehr vorhandene) Stammhaus Mengersen bei Gehrden wurde bereits 1185 urkundlich erwähnt. Nach Kneschke gehörte der schon im 12. Jahrhundert auftretende Eberhard von Mengersen zur Familie. Er wird als Zeuge bei einem Vergleich zwischen Heinrich dem Löwen und dem Stift Paderborn genannt. Am 12. Januar 1273 erscheint das Geschlecht erstmals urkundlich mit Hermann von Mengersen, mit dem auch die Stammreihe beginnt. Im 13. Jahrhundert waren die Mengersen ebenso wie die Ibsen, von Juden Burgherren der Burg Borgholz. Die Mengersen waren neben den Rabe von Pappenheim, Rabe von Canstein und anderen auch Burgmänner auf der Burg Wartberch in Warburg, die zum Hochstift Paderborn gehörte. Hermann von Mengersen (1316–1346), Abt von Marienmünster, ließ Vörden befestigen, erbaute die Burg Vörden, und befestigte auch Bredenborn mit der 1332 vollendeten Burg. Um 1400 erhielten sie Schloss Rheder als paderbornisches Lehen.

### Ausbreitung
Im Hochstift Paderborn sind die Mengersen erst spät zu einer der ersten Familien aufgestiegen und trugen den Ehrentitel des „Erbtormeisters“. Anders als die von der Asseburg, von Brenken, von Oeynhausen, von Spiegel und von Westphalen gehörten sie im 17. Jahrhundert noch nicht zur ersten Reihe der paderbornischen Ritterschaft. Sie erlangten jedoch verschiedene Pfründen der geistlichen Gebiete Nordwestdeutschlands, darunter die Stellungen als Drost der Samtämter Oldenburg und Schwalenberg sowie des Amtes Lügde.
Mit Burchard Bruno von Mengersen, der im Hochstift Münster als Geheimer Rat eine bedeutendere politische Rolle spielte, änderten sich die Verhältnisse. Er heiratete 1700 Maria Therese von Hoerde zu Eringerfeld. Einen finanziellen Aufstieg schaffte hingegen Brunos Enkel Clemens August von Mengersen durch seine Vermählung mit Maria Anna Felicitas von Westphalen. Die Familie von Westphalen gehörte zu den einflussreichsten und begütertsten des Hochstifts. In der Folge konnten die Mengersen ihren Stammsitz im oberwaldischen Rheder zu einem künstlerisch und architektonisch bedeutsamen Ort ausbauen. Mit Josef Bruno von Mengersen starb die Linie Rheder 1873 im Mannesstamm aus und Schloss Rheder kam per Erbgang an die Freiherren Spiegel von und zu Peckelsheim, die es bis heute besitzen.
1584 wurde der Landdrost Hermann von Mengersen mit dem Wasserschloss Hülsede belehnt, das bis heute im Besitz seiner Nachkommen geblieben ist. Ferner bewirtschaften die Freiherren von Mengersen bis heute das Gut Helpensen bei Hameln.
Es bestanden im 19. Jahrhundert weitere gräfliche Linien im Regierungsbezirk Merseburg des Königreiches Preußen und im Königreich Hannover. Weitere Linien sind mit dem Deutschen Orden nach Livland übersiedelt.

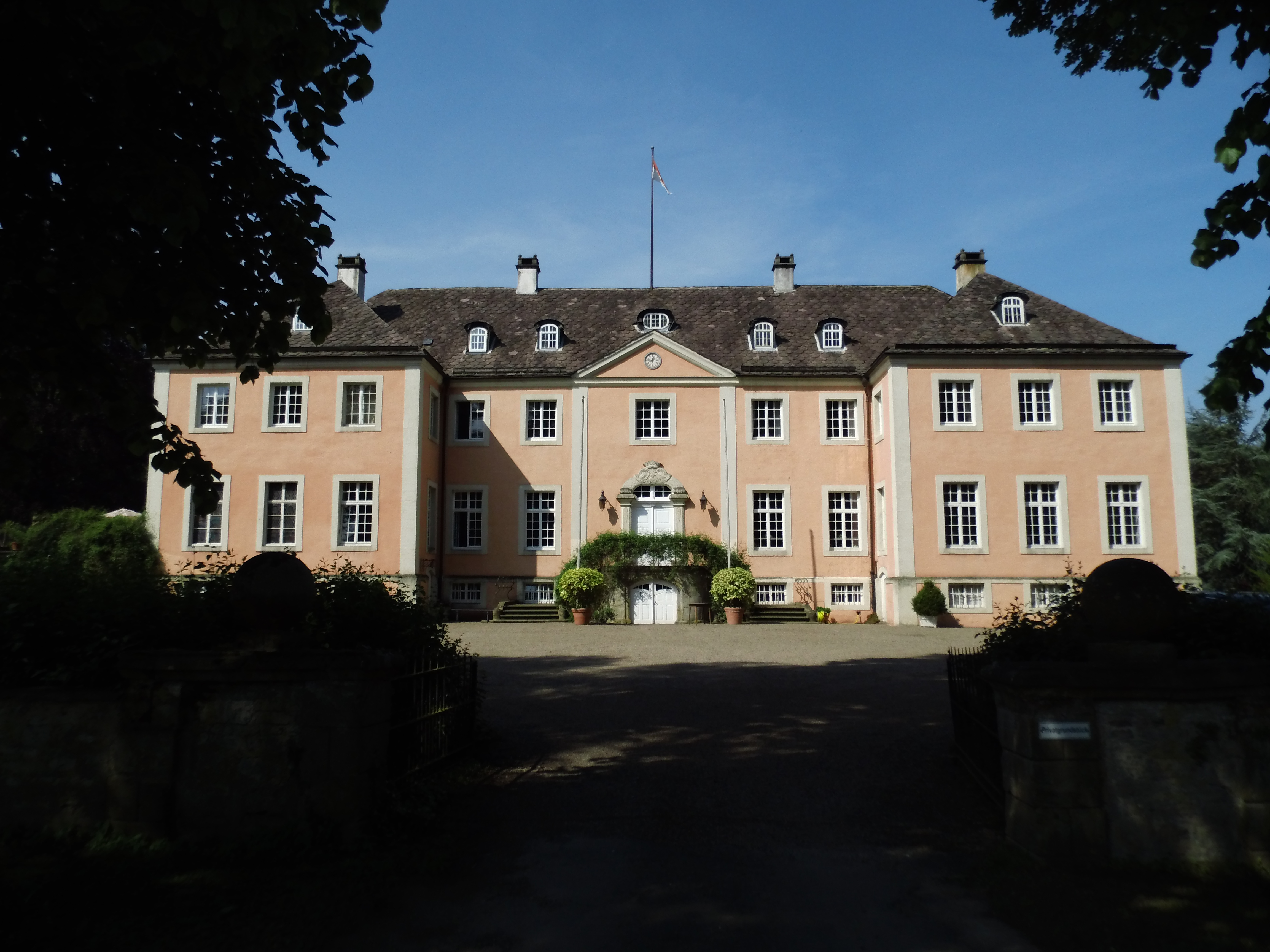
Der Stammsitz Schloss Rheder
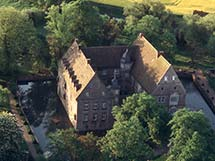
Wasserschloss Hülsede
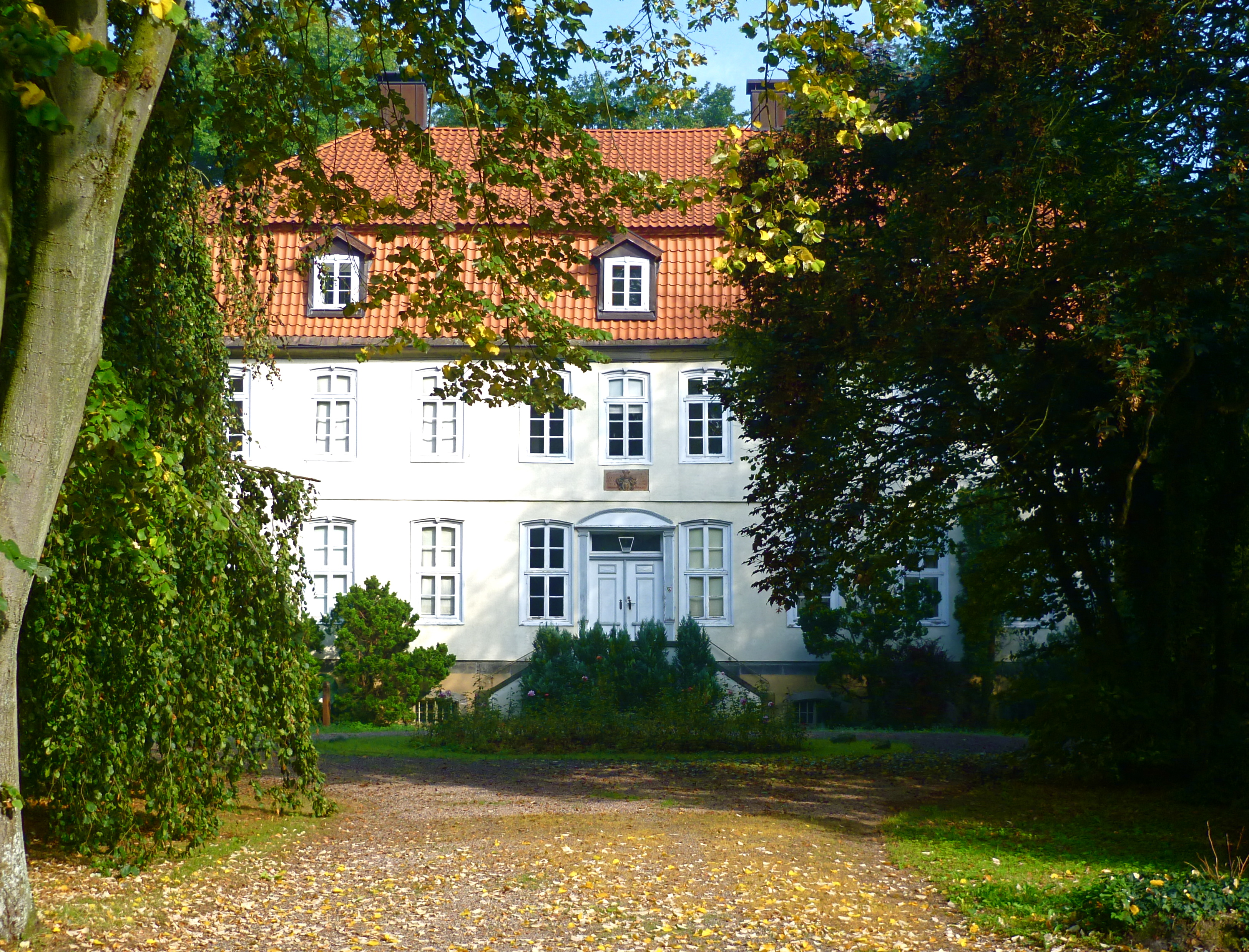
Wasserschloss Reelkirchen

### Standeserhebungen
Aus dem Haus Rheder wurde Wilhelm Bruno Freiherr von Mengersen, königlich preußischer Kammerherr und Landdrost, am 17. Januar 1816 zu Berlin in den preußischen Grafenstand erhoben.
Am 3. Februar 1912 zu Wien erhielt Hermann Armin Freiherr von Mengersen auf Reelkirchen, k.u.k. Rittmeister in der königlich ungarischen Leibgarde, eine Ungarische Anerkennung des Baronats und am 30. Mai 1913 eine fürstlich lippische Bestätigung zur Führung des Freiherrentitels für die Deszendenz seines Vaters August Freiherr von Mengersen († 1907), königlich ungarischer Oberst im Ruhestand.
Victor Freiherr von Mengersen (* 5. November 1956; † 18. August 2012 in Bad Vilbel) aus dem Haus Helpensen erhielt am 25. Januar 1951 eine adelsrechtliche Nichtbeanstandung zur Führung des Freiherrentitels durch Beschluss des Ausschusses für adelsrechtliche Fragen der Deutschen Adelsverbände.

## Wappen
Das Stammwappen zeigt in Gold einen offenen roten Flug, dessen Flügel unten durch einen goldenen Ring zusammengehalten werden. Auf dem Helm mit rot-goldenen Decken das Schildbild.

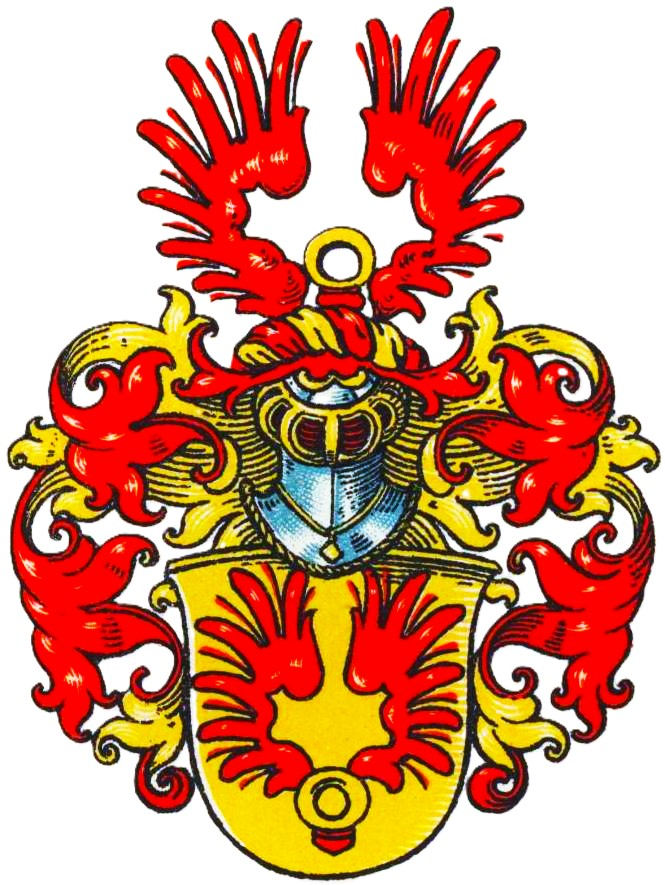
Wappen derer von Mengersen im Wappenbuch des Westfälischen Adels
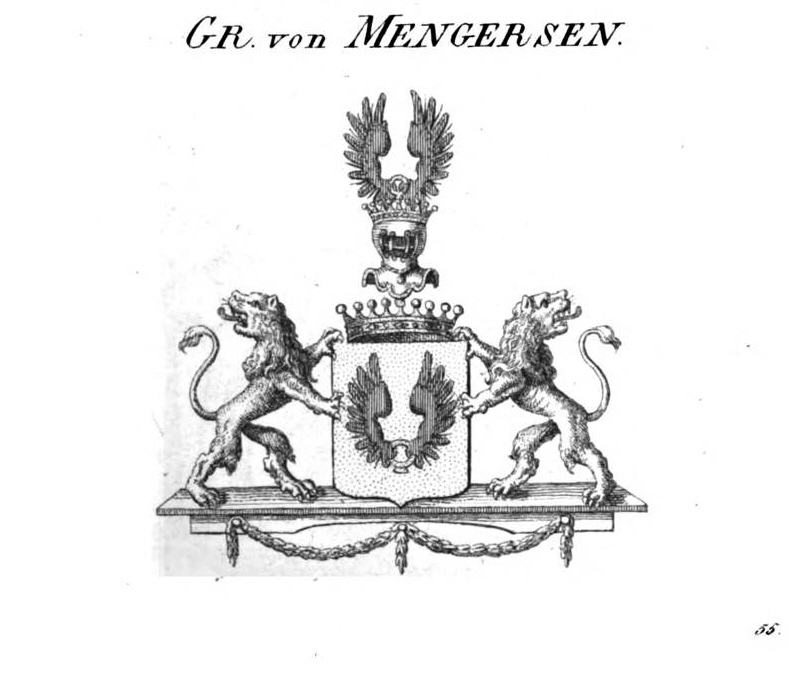
Wappen der Grafen von Mengersen bei Tyroff
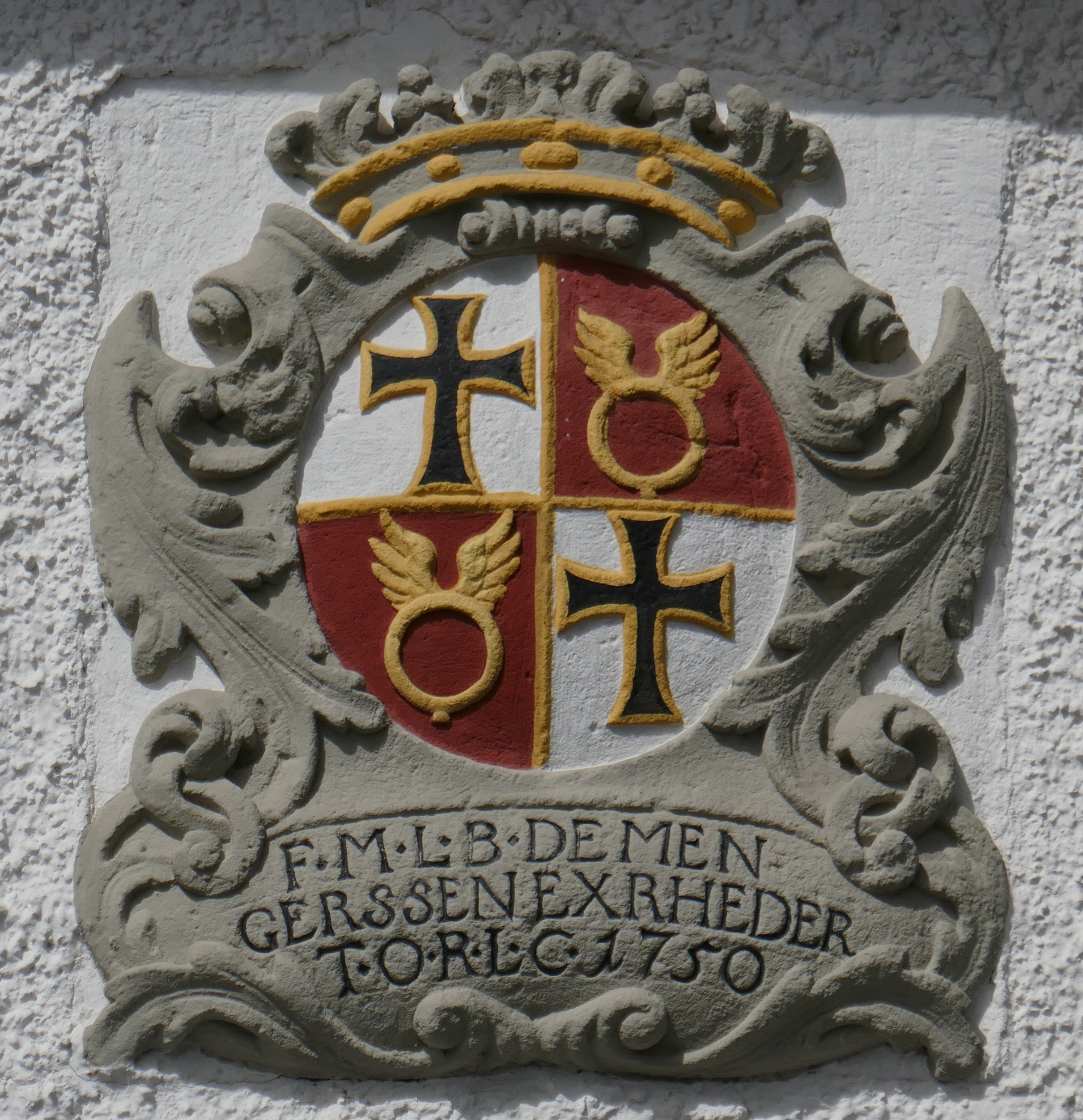
Wappenstein für Ferdinand Moritz von Mengersen (1706–1788), Landkomtur der Ballei Westfalen des deutschen Ordens

## Stammliste der Familie
Auswahl
- Christian von Mengersen
  - Christian Falcko von Mengersen
    - Burchard Bruno von Mengersen zu Rheder (1670–1730) ⚭ Maria Therese von Hörde zu Eringerfeld
      - Franz Joseph Maria von Mengersen zu Rheder (1705–1780) ⚭ Maria Sophie Antoinette von Spiegel
        - Clemens August Bruno von Mengersen zu Rheder (1742–1800) ⚭ Maria Anna Felicitas von Westphalen zu Fürstenberg
          - Friedrich Wilhelm Bruno von Mengersen zu Rheder (1777–1836) ⚭ Therese von Bender und Loitha (1785–1844)
            - Joseph Bruno von Mengersen (1804–1873)

      - Ferdinand Moritz Falco Franz von Mengersen (1706–1788)
      - Friedrich Christian von Mengersen
      - Clemens August von Mengersen (1719–1801)
      - Johann Wilhelm von Mengersen
      - Moritz Wilhelm von Mengersen

## Bedeutende Namensträger
- Hermann von Mengersen († um 1585), Drost in Rodenberg und Sachsenhagen
- Franz Joseph von Mengersen (1705–1780), Majoratsherr von Rheder, kurkölnischer und paderbornischer Geheimer Rat, Mitglied des Ritterordens vom hl. Michael, Drost der Samtämter Schwalenberg, Oldenburg und des Amtes Lügde
- Ferdinand Moritz von Mengersen (1706–1788), Regimentsinhaber des Paderbornischen Infanterieregiments (1757–1763) und Geheimer Rat, kurkölnischer Generalleutnant, münsterscher Geheimer Kriegsrat, Landkomtur des Deutschen Ordens in Westfalen (1740–1788), Komtur von Osnabrück (1740–1788) und Brackel (1737–1746) sowie Konferenzminister des Deutschmeisters Prinz Carl von Lothringen.
- Clemens August Constantin von Mengersen (1719–1801), Domherr in Paderborn und Hildesheim
- Clemens August von Mengersen (1742–1800), Fürstlich hildesheimischer und paderbornischer Geheimrat und Oberhofmarschall
- Friedrich Wilhelm Bruno Freiherr von Mengersen (1777–1836), ab 1816 Graf, KK Österreichischer Kämmerer und Mitglied der Reichsstände des Königreichs Westphalen
- Joseph Bruno von Mengersen (1804–1873), 1847 Mitglied des Vereinigten Landtags und Provinziallandtags von Westfalen (1851–1852)
- Hermann Karl August von Mengersen (1837–1887), Herr auf Oldendorf, königl. preußischer Oberförster, ⚭ Maria Dorothea Drögemüller (* 1854)